# علي السويج
علي صالح السويج هو لاعب كرة قدم سعودي يلعب حاليًا في نادي العدالة.